# Рідкокристалічні полімери
Рідкокристалічний полімер — високомолекулярна сполука, здатна за певних умов (за температури, тиску, концентрації у розчині) переходити у рідкокристалічний стан. Містить бензольні кільця у полімерних ланцюгах, які є стрижнеподібними структурами, організованими великими паралельними матрицями.
Рідкокристалічний стан полімерів є рівноважним фазовим станом, який займає проміжне положення між аморфним й кристалічним станом, тому такий стан також іноді називають мезоморфним або мезофазою. Особливість такої фази є наявність орієнтаційного порядку у розташуванні макромолекул (або їх фрагментів) й анізотропії фізичних властивостей за відсутності зовнішніх впливів. Рідкокристалічна фаза утворюється самовільно, у той час як орієнтаційний порядок може бути індукований шляхом механічного розтяну зразка за рахунок високої асиметрії макромолекул.

## Властивості
Вперше рідкокристалічні полімери із мезогенними групами у основних ланцюгах були отримані італійськими вченими А.Сірігу й А.Ров'єлло.
Макромолекули полімерів мають ланцюгову будову й тому мають значну гнучкість, яка визначається здатністю ланцюгів змінювати конформацію через внутрішньомолекулярний тепловий рух ланок. Мірою гнучкості {\displaystyle A} ланцюга є сегмент Куна. Зниження жорсткості може бути досягнуте ключенням «шарнірних» атомів кисню, сірки, або уведенням груп, які сприяють появі згинів у ланцюгу й порушенню їх симетричної подвійної будови (за рахунок наявності феніленових або нафталінових ядер, які включаються у ланцюг у мета- й орто-положення).
Основними структурними одиницями жорстких полімерів лінійної будови є ароматичні (бензольні або нафталінові ядра), або гетероциклічні фрагменти, сполучені колінеарно один з одним за допомогою містичкових груп
Такі полімери отримують методами поліконденсації або співполіконденсації однакових або різних біфункціональних похідних. Наприклад, синтез полігідроксибензойної кислоти й полі-n-фенілїлентерефтальаміду:
Гетероциклічний полімер полі-n-фенілбензобісоксазол отримується при взаємодії амінопохідного резорцину із тетрафталевою кислотою
Дані полімери характеризуються високою жорсткістю макромолекул (сегмент Куна {\displaystyle A=400-600{\overset {\mathrm {o} }{\mathrm {A} }}}), високими температурами топлення (450—500С), які лежать біля температурного інтервалу їх хемічного розкладу, що виключає можливість термотропної мезофази.
Термотропні рідкокристалічні полімери із мезогенними групами в ланцюгах отримують або шляхом поліконденсації різних біфункціональних сполук (які складаються жорстких та гнучких фрагментів), або шляхом спіполіконденсації різнородних ароматичних біфункціональних сполук.

## Джерело
1. ↑  В.П.Шибаев - Жидкокристаллические полимеры.